# Château de Neuchâtel
Le château de Neuchâtel est situé sur un éperon rocheux au centre de la ville de Neuchâtel, chef-lieu du canton du même nom, en Suisse. Il jouxte la collégiale et surplombe la ville. On y accède depuis le centre-ville par la rue du Château.
Le château était à l’origine une résidence seigneuriale sise au sein d’une plus vaste fortification, avant de connaître de très nombreuses transformations au fil des siècles. Son histoire est indissociable de celle des souverains neuchâtelois, puisqu’il est le siège du pouvoir régional depuis le XIe siècle et qu’il accueille aujourd’hui encore le gouvernement et une partie de l’administration de la République et canton de Neuchâtel.

## Historique

### Xe–XIIesiècle: les premières constructions
La première mention écrite de Neuchâtel se trouve dans une donation faite à son épouse Irmengarde en 1011 par Rodolphe III, dernier roi de Bourgogne (993 – 1032) ; il est alors question de « Novum Castellum sedem regalissimam », soit le nouveau château, résidence très royale. Les récentes études archéologiques, historiques et toponymiques s’accordent pour affirmer que la forteresse de Novum Castellum a été construite peu avant cette date, probablement par Rodolphe III, dans le but de mieux contrôler les voies de pénétration de son royaume,,. Ce fisc royal était fortifié et visiblement destiné à devenir un haut lieu du pouvoir rodolphien, en remplacement du traditionnel chef-lieu de Colombier, de moindre valeur militaire, alors aux mains d’un de ses proches,,,,. Notons que d’anciennes observations archéologiques et la toponymie rendent vraisemblable l’existence d’une première fortification sur l’enrochement dit du Crêt de Vieux-Châtel à moins d’un kilomètre à l’est du nouveau château.
La forteresse de Novum Castellum occupait le sommet de la colline sous la forme d’un éperon barré à l’ouest utilisant au mieux la topographie du site. À son extrémité orientale, l’actuel château de Neuchâtel est situé à l’emplacement de l’ancienne aula rodolphienne, à savoir la grande salle à partir de laquelle se développera la demeure des seigneurs de Neuchâtel dès le XIe siècle. Ces recherches invalident la tradition historiographique qui localisait la résidence seigneuriale des XIe et XIIe siècles à proximité de la tour des Prisons, alors que cette dernière marque en réalité l’entrée du castrum primitif,,.
La mort de Rodolphe III et l’intégration du Royaume à l’Empire dès 1033 semblent à l’origine du changement de statut de la forteresse de Neuchâtel, qui est remise à un lignage germanophone proche du pouvoir impérial, les sires de Fenis ou Vinelz en allemand. Au milieu du XIIe siècle, ces derniers font de Neuchâtel leur chef-lieu et se font désormais appeler seigneurs de Neuchâtel. Ils transforment l'ancienne aula en y ajoutant en particulier une aile résidentielle de style roman de trois niveaux, dont les vestiges (cheminées, fenêtres et claires-voies notamment) constituent l’un des rares exemples d'architecture civile et palatiale romane conservés en Suisse. Notons que depuis la découverte de ces éléments et du document de 1011 au milieu du XIe siècle, le terme «Regalissima sedes» a été fréquemment et faussement associé à cette partie du château,.

### XIIIeetXIVesiècles
Au début du XIIIe siècle, les sires de Neuchâtel sont devenus comtes et l’ancienne forteresse a achevé sa mue: la résidence seigneuriale est désormais accompagnée par la grande église collégiale Notre-Dame et par une petite ville, franchisée depuis 1214,. Faute de vestiges évocateurs il est plus difficile de suivre le développement du château à cette époque, mais plusieurs bâtiments semblent construits au nord et à l’est du château roman. C’est au milieu du XIVe siècle que le comte Louis fait construire une nouvelle aula à quelques dizaines de mètres au nord, amorçant le développement de la cour qui caractérise aujourd’hui le château.

Le portail d'honneur, vers 1831, par Johann Baptist Isenrin

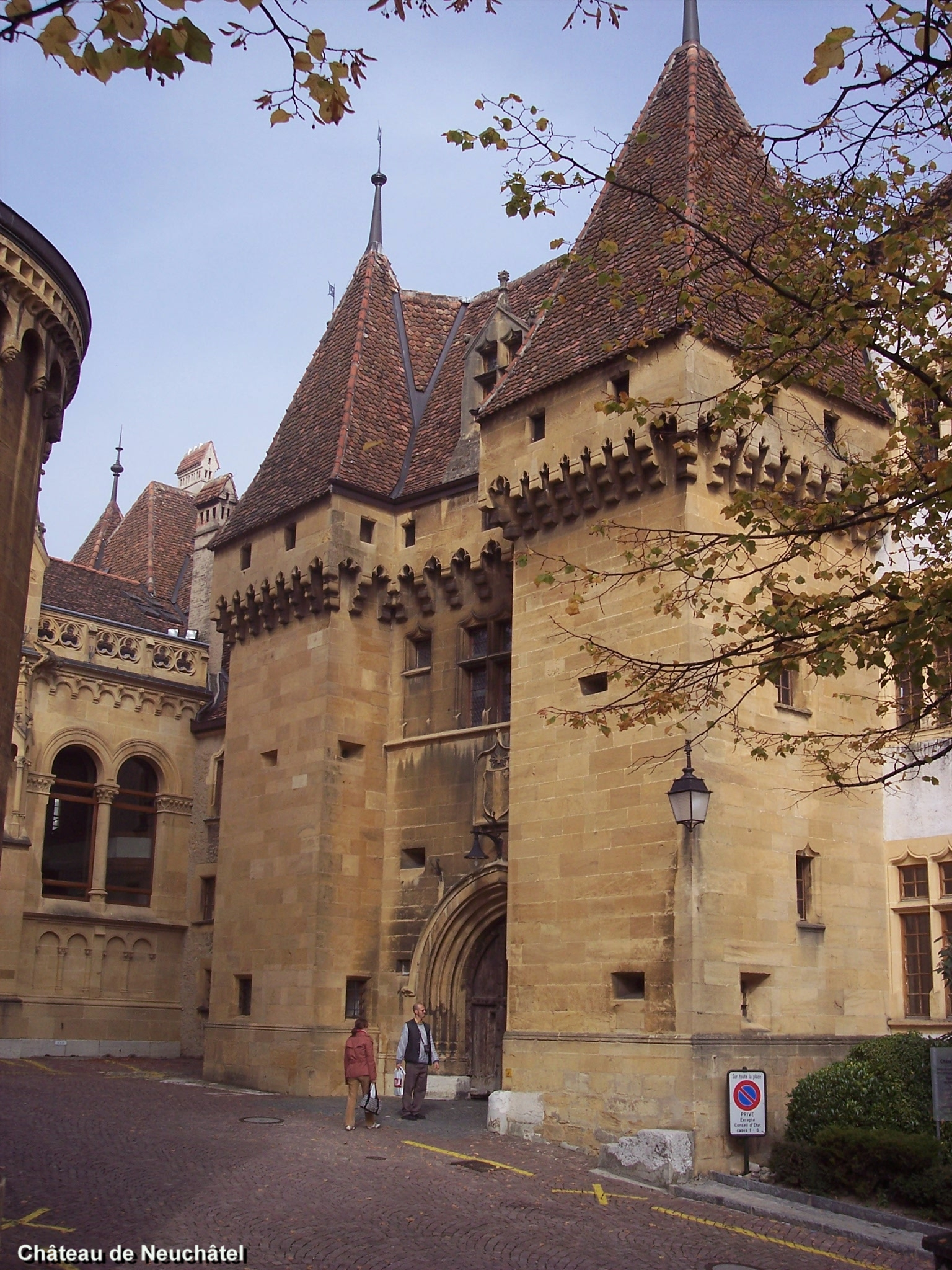
Portail d'honneur en 2008

### XVesiècle: des transformations qui confèrent au château une nouvelle physionomie
À la mort d’Isabelle de Neuchâtel en 1395, le comté revient à son neveu Conrad de Fribourg. Jusqu’en 1503, le château de Neuchâtel constitue la résidence ordinaire de seigneurs issus des maisons de Fribourg (1395-1458) et de Hochberg (1458-1503). Autrement fortunés que leurs prédécesseurs, ils auront à cœur de transformer le vieux château en une résidence vaste et confortable donnant rapidement au château une physionomie d’hôtel urbain formé de nouvelles constructions organisées autour d’une cour carrée rythmée par des tours d’escalier,,.
Entre 1438 et 1450, Jean de Fribourg construit la chapelle à l’ouest de la cour, une aile d’apparat au nord – comprenant cuisine, grande salle et trésor –, ainsi qu’une aile résidentielle au nord-est. L’ancien château est transformé pour accueillir les appartements du comte et de ses proches.
Le grand incendie qui dévaste la ville de Neuchâtel en 1450 atteint également la colline du château. On ne connaît pas l’ampleur des dégâts, mais on sait qu’une grande partie des bâtiments romans sont reconstruits durant les années qui suivent le sinistre.
Un peu plus tard, en 1488, Philippe de Hochberg fait construire une galerie panoramique du côté sud, suivie en 1496-98 par le grand portail d’apparat qui marque l’entrée occidentale du château. Les deux grandes tours coiffées de mâchicoulis et la galerie en encorbellement lui permettent non seulement de moderniser et d’embellir sa résidence neuchâteloise, mais surtout d’afficher sa réussite en tant que grand officier au service des rois de France. La silhouette extérieure du château ne changera plus guère,,,

Vue de Neuchâtel depuis le lac, vers 1654, gravure de Matthaeus Merian

Vue de Neuchâtel depuis l'est, vers 1654, gravure de Matthaeus Merian

### DuXVIeauXVIIIesiècle
Au début du XVIe siècle, la lignée des comtes de Neuchâtel disparaît, leurs possessions passant par mariage en 1504 aux Orléans-Longueville, une famille proche de la cour de France. À partir de ce moment, les souverains ne résident plus en permanence à Neuchâtel; ils se font représenter par des gouverneurs et se contentent d’entretenir le château. À l’exception d’une tourelle d’escalier et d’une bretèche élevées au sud de la cour en 1600, le bâtiment ne fait plus l’objet de chantiers d’envergure et de gros investissements, l’essentiel des travaux consistant en remaniements intérieurs.
Sur la façade sud de la galerie Philippe de Hochberg, on distingue les drapeaux de douze cantons suisses: Soleure, Bâle, Zoug, Schwytz, Lucerne, Zurich, Berne, Uri, Unterwald, Glaris, Fribourg et Schaffhouse; Appenzell n'y figure pas car il ne rejoindra la Confédération qu'en 1513. Ces armoiries rappellent l’occupation du comté de Neuchâtel de 1512 à 1529 par les cantons suisses, une réponse aux tensions nées entre la Confédération et le roi de France à propos du Milanais et à la nécessité pour les Confédérés de protéger leur flanc occidental,.

L’organisation et l’aménagement des locaux s’adaptent aux besoins de l’administration et des habitants qui se succèdent au château. Selon le moment, le château abrite les appartements du gouverneur et de ses proches, le logement de certains magistrats, la chancellerie et accueille surtout les diverses assemblées et tribunaux de l'Ancien Régime. Ces agencements ponctuels ont disparu au fil des transformations, à l’exception des salles d'apparat et des décors réalisés au XVIIe siècle dans la salle dite du Trésor, dans la chapelle (1680) et dans la salle des États (1690).

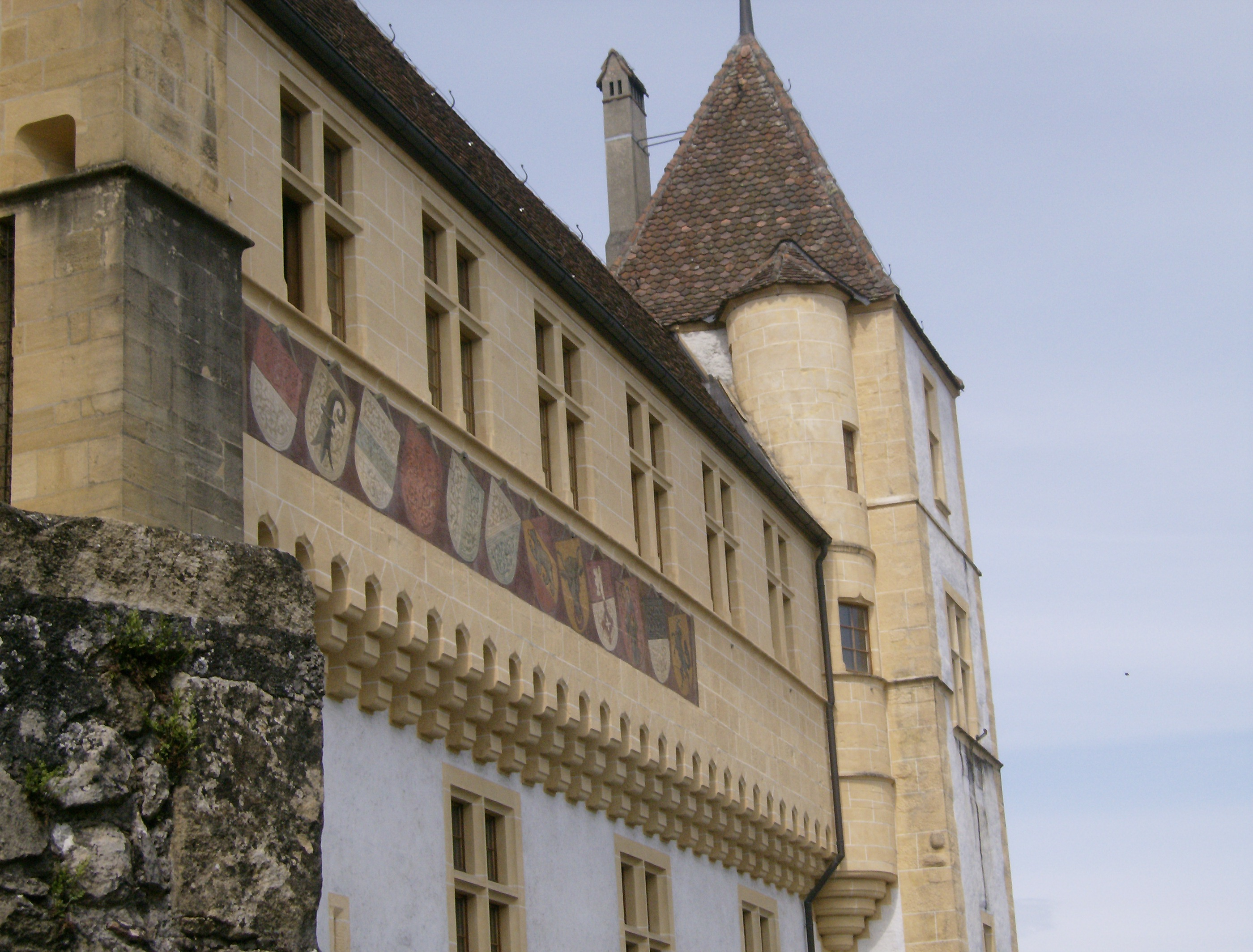
La galerie Philippe de Hochberg et les armoiries des cantons suisses, en 2008

En 1707, Neuchâtel devient propriété personnelle de Frédéric Ier, roi de Prusse, un statut qui éloigne encore davantage les Neuchâtelois de leur souverain et qui n’a guère d’incidence sur le château. Les travaux d’entretien et de mise au goût du jour se poursuivent, à l’image des nombreuses fenêtres cintrées percées au XVIIIe siècle.

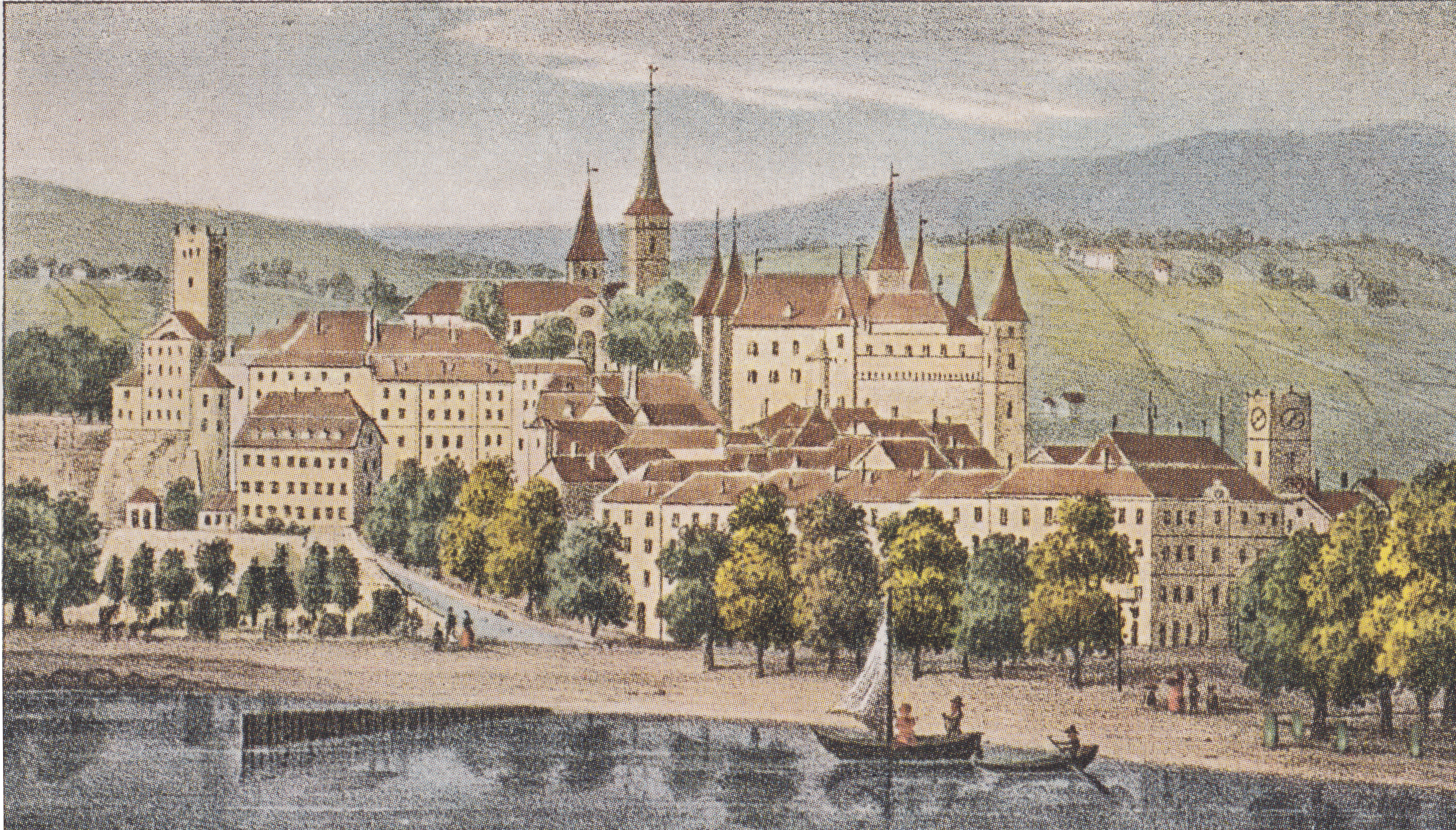
La colline du château vue du sud au milieu du XIXe siècle (aquarelle d'Henry Baumann)

### Du XVIe siècle au XVIIIe siècle

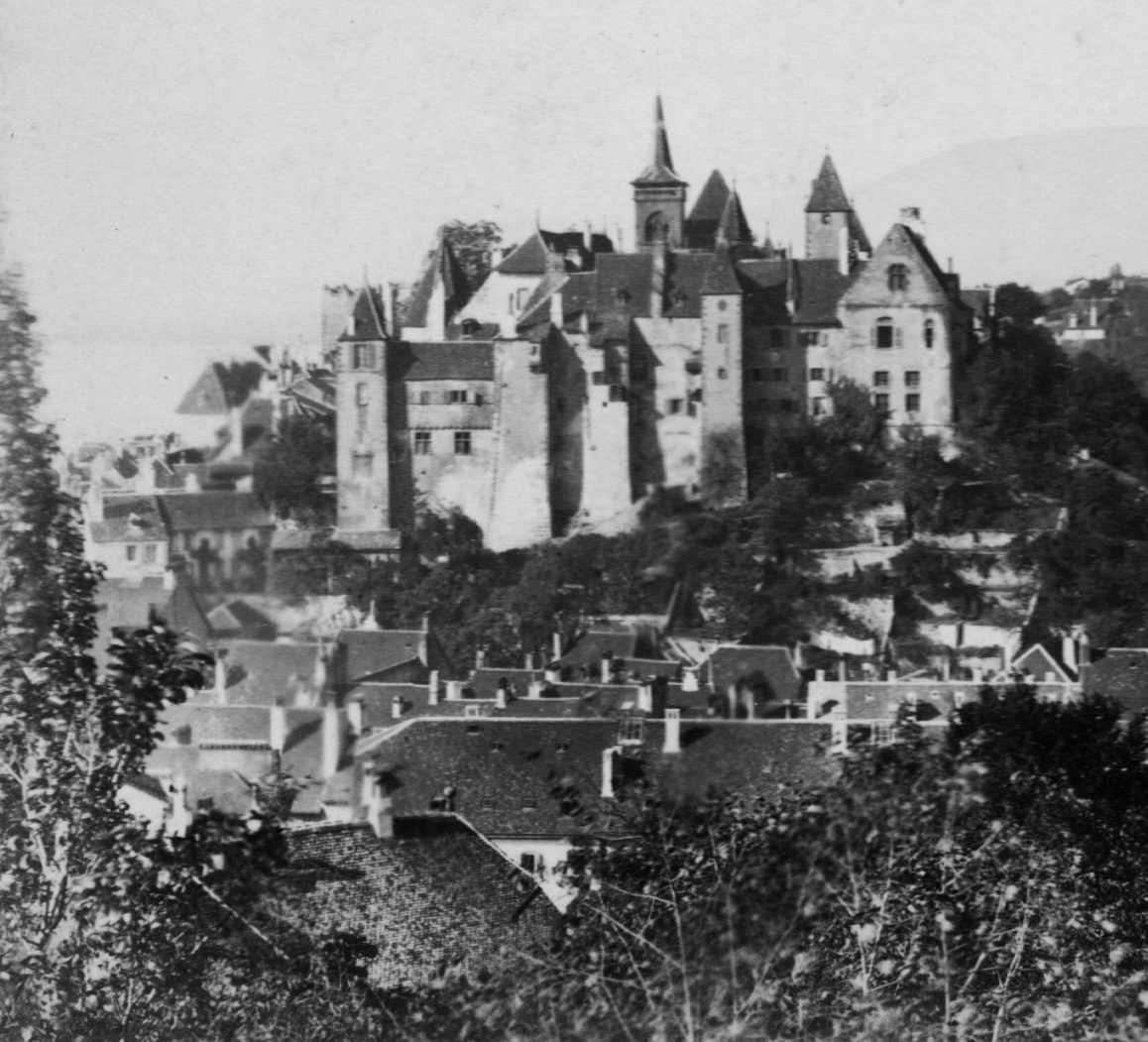
Le château vu de l'est, au cours des années 1860, avec l'ancienne tour de la collégiale en arrière fond (photographie Baumann)

### LeXIXesiècle
Les Hohenzollern règnent sur Neuchâtel jusqu’en 1806, date à laquelle s’ouvre un intermède français de huit ans, Napoléon Bonaparte ayant offert la principauté de Neuchâtel au maréchal Berthier. À l’exception des anciennes armoiries martelées peu avant l’arrivée des troupes françaises, le château ne subit aucun dommage ni rénovation majeure; il est cantonné dans un rôle administratif en raison de sa vétusté et de son accès difficile. Sur les conseils du patriciat local, le nouveau souverain lui préfère l’hôtel DuPeyrou, une demeure édifiée en 1764-1771, répondant mieux aux exigences de confort et de représentation d’un souverain. L’abdication d'Alexandre Berthier en 1814 et les conclusions du Congrès de Vienne en 1815 entérinent le retour de Neuchâtel au roi de Prusse, ainsi que son nouveau statut de canton suisse.
Vers 1840, le château de Neuchâtel se découvre une valeur patrimoniale grâce aux travaux de deux érudits locaux férus de Moyen Âge: l’archéologue Frédéric Dubois de Montperreux met les vestiges romans à l’honneur, alors que l’historien George-Auguste Matile publie des textes confortant les origines de Neuchâtel,.
De plus, le château est profondément ancré dans l’identité collective des Neuchâtelois: sa prise constitue l’objectif de chaque coup de force, qu’il s’agisse des assauts révolutionnaires (1831 et 1848) ou des sursauts contre-révolutionnaires (1856). Et c’est au château que s’installent le gouvernement républicain et son administration, après avoir libéré Neuchâtel de la monarchie et proclamé la république le 1er mars 1848.
Les statuts de siège du pouvoir et de monument historique conditionnent dorénavant la perception du bâtiment, ainsi que les transformations et restaurations des XIXe et XXe siècles. Les vestiges de l’ancien palais roman sont remis en valeur en 1866-67; une salle destinée au Grand Conseil est édifiée en 1873-75 à l’emplacement des anciennes écuries; une partie de la tour nord du portail d’honneur est amputée au moment où la collégiale et son cloître font l’objet d’une restauration d’envergure de 1867 à 1875,. En 1897, la salle du Conseil d’État est refaite, alors que les armoiries des cantons suisses sont repeintes en 1898,.

### LeXXesiècle

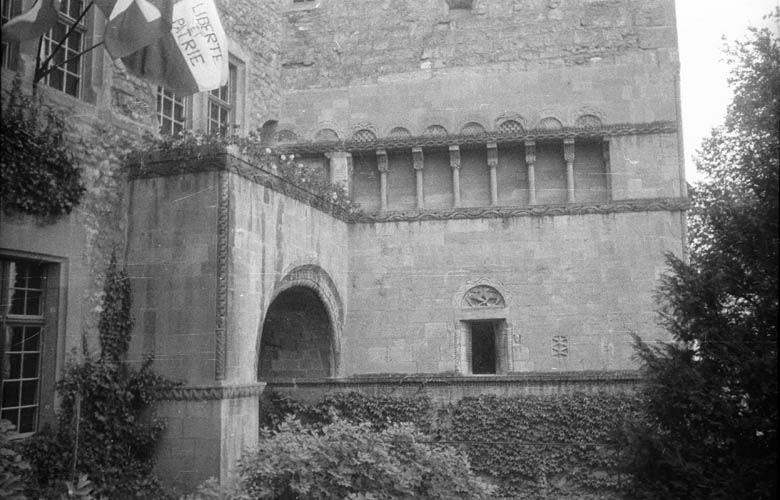
Les décors romans, en 1936 (photographie de Berit Wallenberg)

De 1905 à 1934, le château fait l’objet d’une restauration générale, selon une approche dite archéologique et sous la direction de l'intendant des bâtiments Charles-Henri Matthey. Les travaux sont accompagnés de fouilles, d’explorations archéologiques des murs et de diverses études, permettant aux parties jugées anciennes d’être conservées et mises en valeur, alors que les autres locaux sont assainis et transformés pour améliorer les conditions de travail de l’administration cantonale, du Grand Conseil et du Tribunal cantonal,. La petite cour sud disparaît au profit de locaux d’archives, alors que l’ensemble des façades sont décrépies et laissées à pierre vue. L'ensemble est mis sous protection au titre de monument historique en 1905.

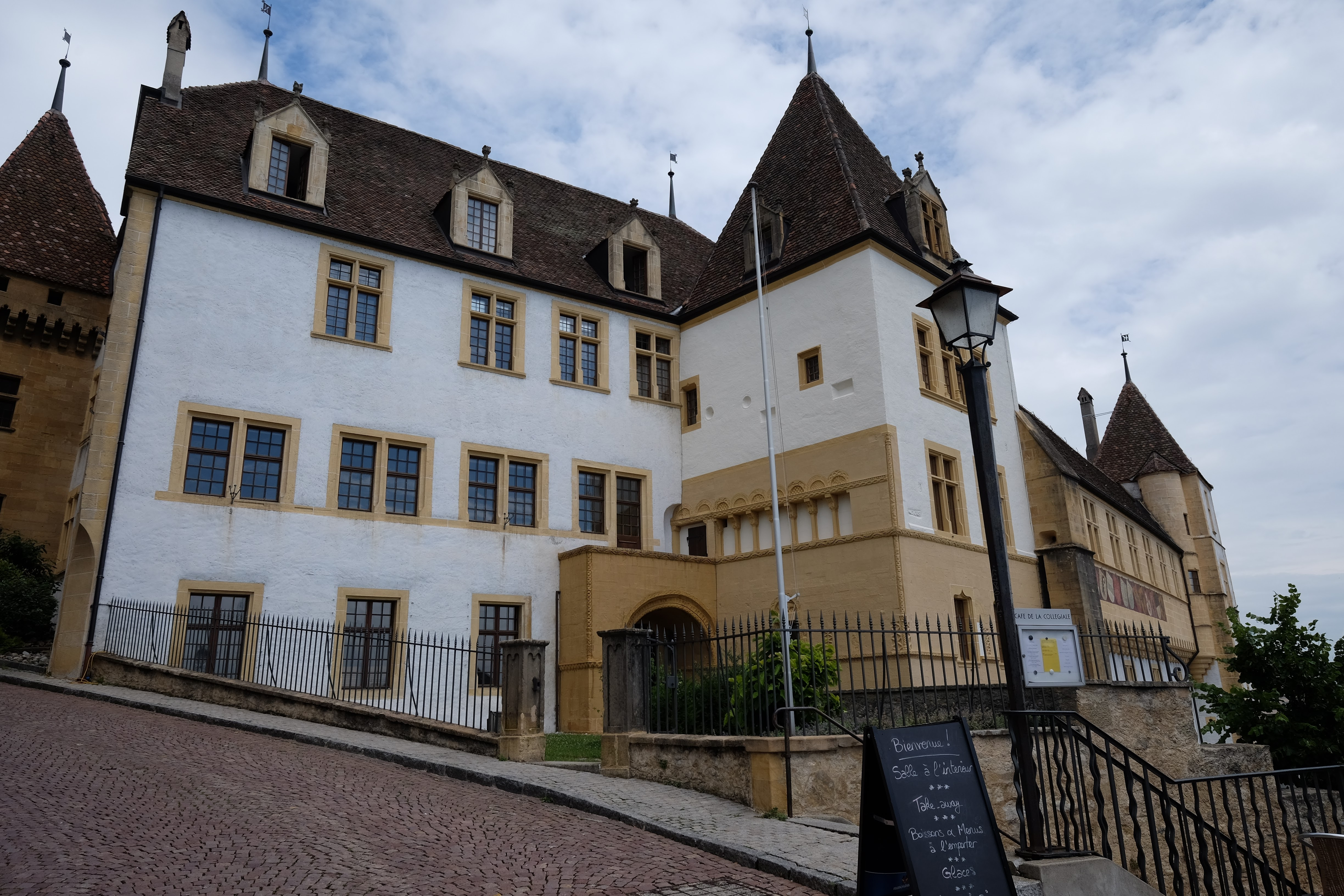
La partie romane du château après sa restauration

C’est à ces travaux que l’on doit l’aspect et l’organisation actuels de l’intérieur du château, même si l’ensemble fait régulièrement l’objet de travaux d’entretien et que certaines salles historiques ont connu des restaurations au XXe siècle : salle des États (1973-74),, salle du Conseil d’État (1950 et 1986), galerie Philippe de Hochberg (1982-85), salle Marie de Savoie (1987-88), chapelle castrale (1995-96) et salle du Grand Conseil (1952 et 1998),, par exemple.
Au cours des années 1980, l’état de délabrement des façades va motiver leur recrépissage complet sur une nouvelle base: les murs sont peints en blanc et les encadrements en ocre-jaune, un choix qui renvoie à l’aspect habituel des constructions neuchâteloises du XVe au XVIIe siècle, une phase de l’histoire du château justement privilégiée par la restauration du début du XXe siècle. Laissés en état jusqu’au début des années 2000, les vestiges de l’aile romane sont traités en 2009. Outre les travaux de conservation proprement dits, le parti retenu a cherché à distinguer clairement l’ancien bâtiment roman du reste du château.

## Description

### Salle du Conseil d'État

Décor de la salle du Conseil d'État par Jean Béguin architecte, 1898 (Archives de l'Etat de Neuchâtel)

À partir du XIIe siècle, l’emplacement de l'actuelle salle du Conseil d’État est occupé par un belvédère à claires-voies qui couronne la résidence seigneuriale romane, elle-même adossée à une grande aula, qui deviendra la Salle des États. Au milieu du XVe siècle, les comtes de Neuchâtel se lancent dans d’importants travaux de reconstruction, parmi lesquels l'exhaussement des anciennes constructions romanes qui atteignent désormais leur taille actuelle.
Issus de maisons européennes éloignés, les souverains de Neuchâtel ne résident plus dans leur château dès le XVIe siècle, mais se font représenter par un gouverneur qui dispose d'un appartement officiel dans l'aile sud. Ce logement comprend notamment une "chambre d'audience" située dans l’actuelle salle du Conseil d’État, précédée comme aujourd’hui d’une antichambre, alors qu'à l'étage se trouve la "chambre ordinaire". Le Conseil qui assiste le souverain et le gouverneur tient vraisemblablement ses séance dans la salle des Etats, sauf en hiver. Il prend le nom de Conseil d'Etat en 1580.
En 1848, les autorités républicaines récupèrent les locaux dévolus au gouverneur, le Conseil d'Etat investissant  l'ancienne "chambre d'audiences". À la fin du XIXe siècle, la salle ne semble pas avoir la prestance attendu de la fonction, car un aménagement de style néo-renaissance est décidé dans l'urgence en 1898, de façon à recevoir les invités de marque qui se pressent aux festivités du Cinquantenaire de la République. En 1949, cette ambiance n’est par contre plus en adéquation avec l’esprit du moment, conduisant au démontage des boiseries et au renouvellement complet du mobilier. Le plafond du XIXe siècle demeure en place jusqu'en 1985, date à laquelle la poutraison actuellement visible est remise au jour et l'aménagement rafraîchi,,.

### Antichambre du Conseil d'État

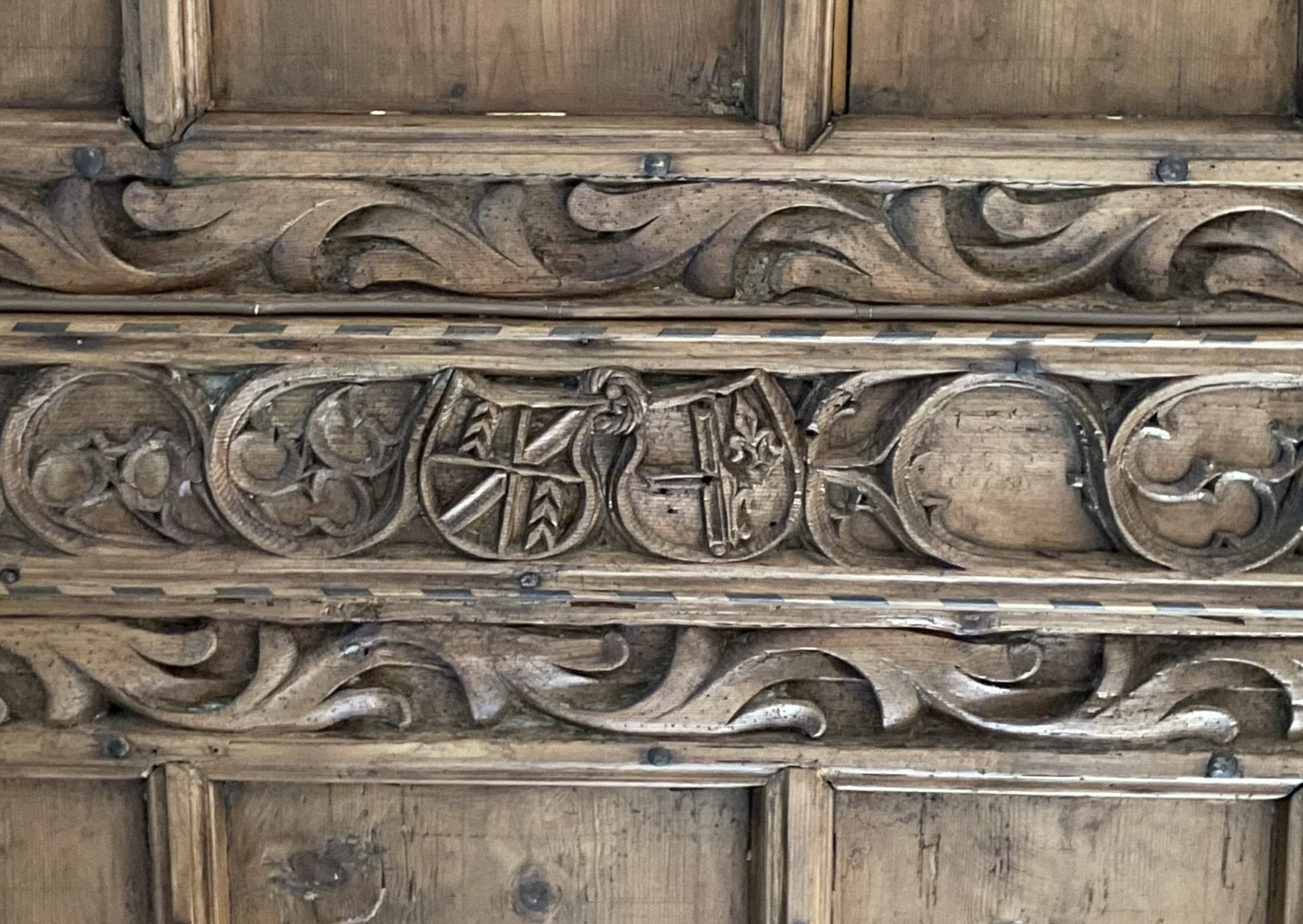
Château de Neuchâtel, plafond de l'antichambre du Conseil d'Etat.

Au milieu du XVe siècle, Marie de Savoie et Philippe de Hochberg se font aménager une loggia s'ouvrant sur une petite cour à l'est de la partie romane. Situé à l'emplacement de l'actuelle antichambre du Conseil d'Etat, cet espace d'agrément jouissait alors d'une vue dégagée en direction de la ville. Une voûte d'ogive, ainsi qu'un plafond lambrissé de style gothique flamboyant aux armes de Philipe de Hochberg et de Marie de Savoie témoignent encore de la somptuosité de cet aménagement,.

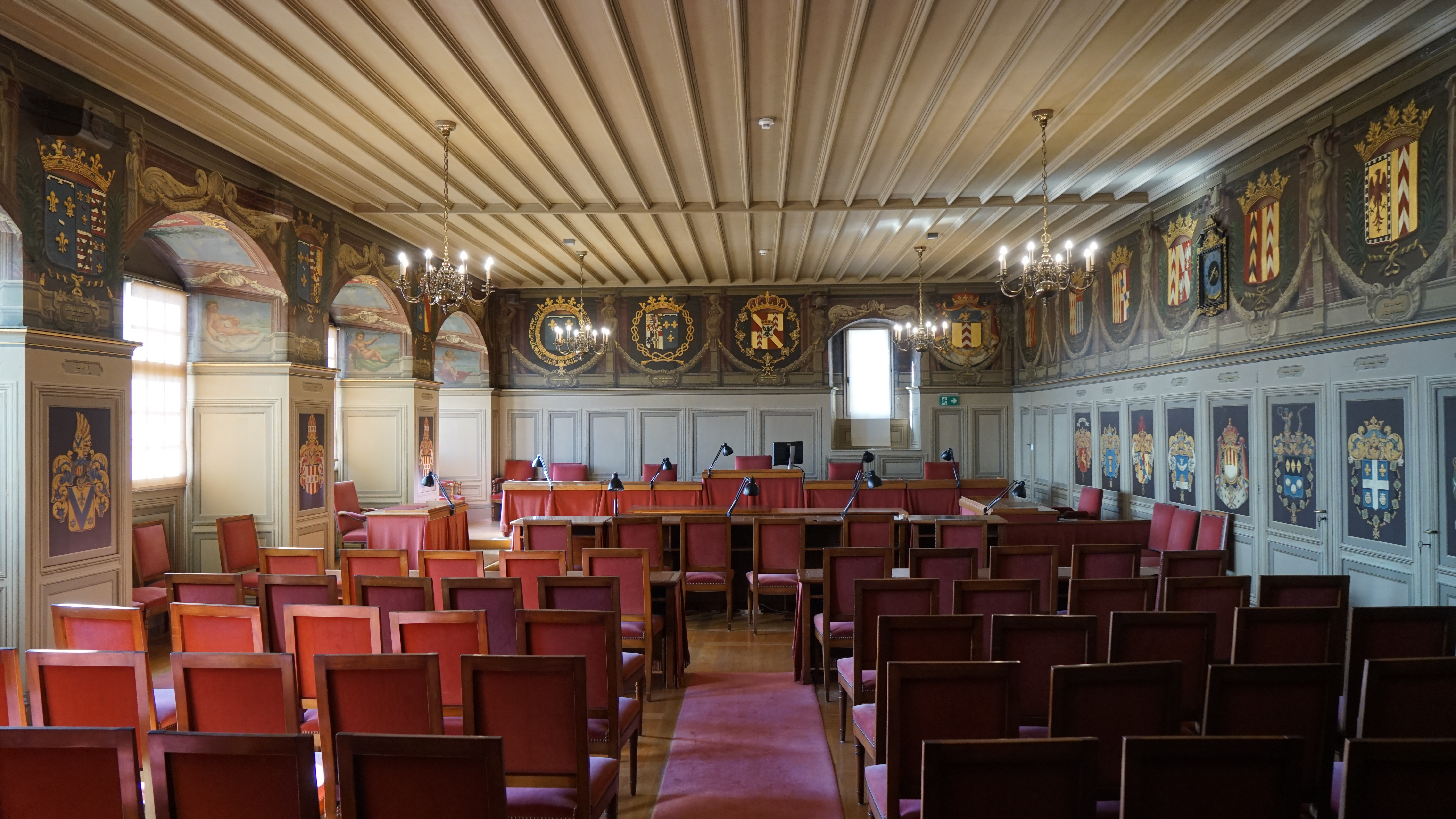
Vue générale de la salle des États

### Salle des États

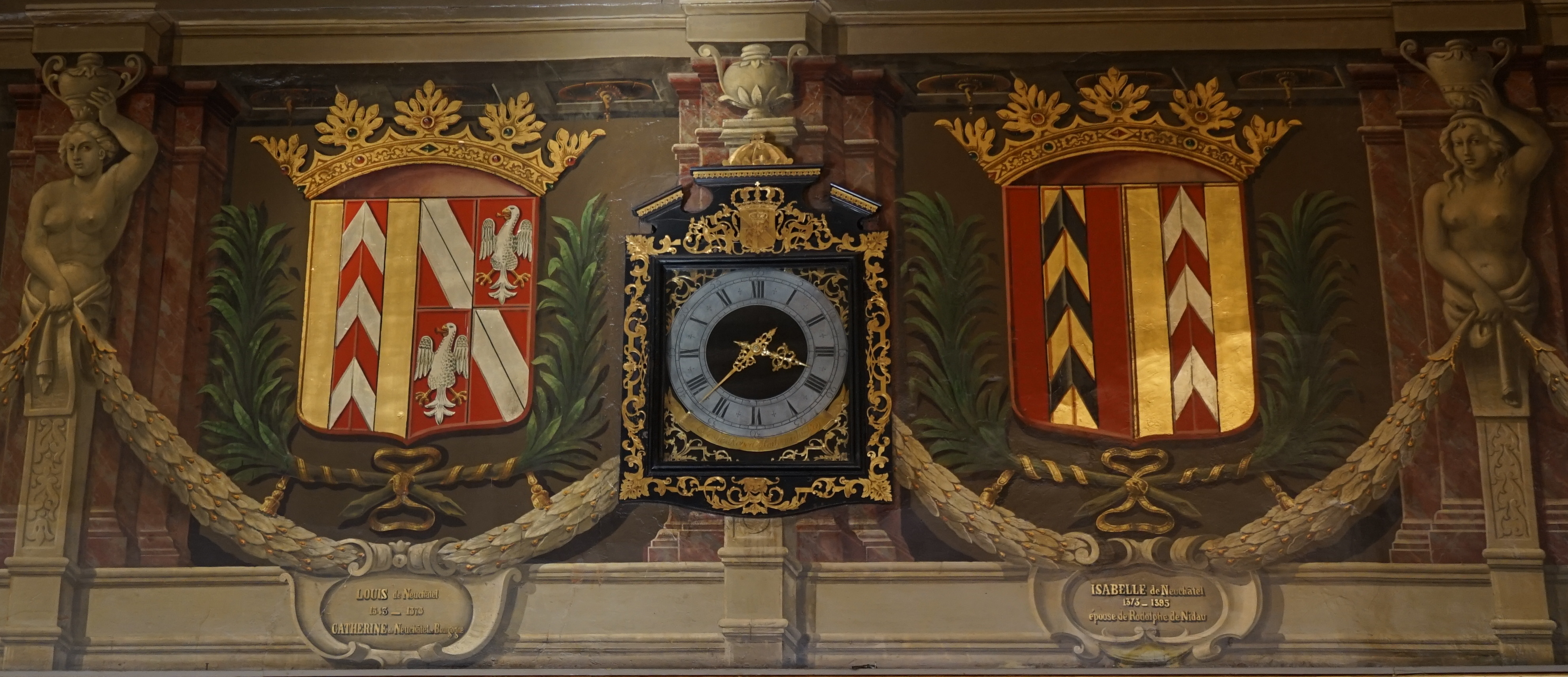
Armoiries de Louis et Isabelle de Neuchâtel

Siège du pouvoir depuis plus d'un millénaire, la salle appelée aujourd'hui salle des États en impose par ses dimensions et son décor aux armes des souverains et gouverneurs de Neuchâtel. À cet endroit se situait en effet la grande aula de la forteresse de Novum Castellum, bâtie pour le roi Rodolphe III de Bourgogne peu avant 1011. Au XIIe siècle, cet espace devient la "Grande Salle" de la résidence des seigneurs de Neuchâtel. On y accédait par un escalier extérieur monumental supporté par un grand arc à archivoltes encore partiellement présent. Au milieu du XIVe siècle, le comte Louis la transforme en "Grand Poille", une salle d'audience et d'apparat tempérée par un fourneau à catelle. Durant la seconde moitié du XVe siècle, elle connaît d'importants remaniements dont il ne reste que les armes Bade-Hochberg et Savoie au-dessus de la porte d'entrée, les carreaux vernissés et les riches décors peints qui ornaient la salle ayant disparu depuis longtemps.

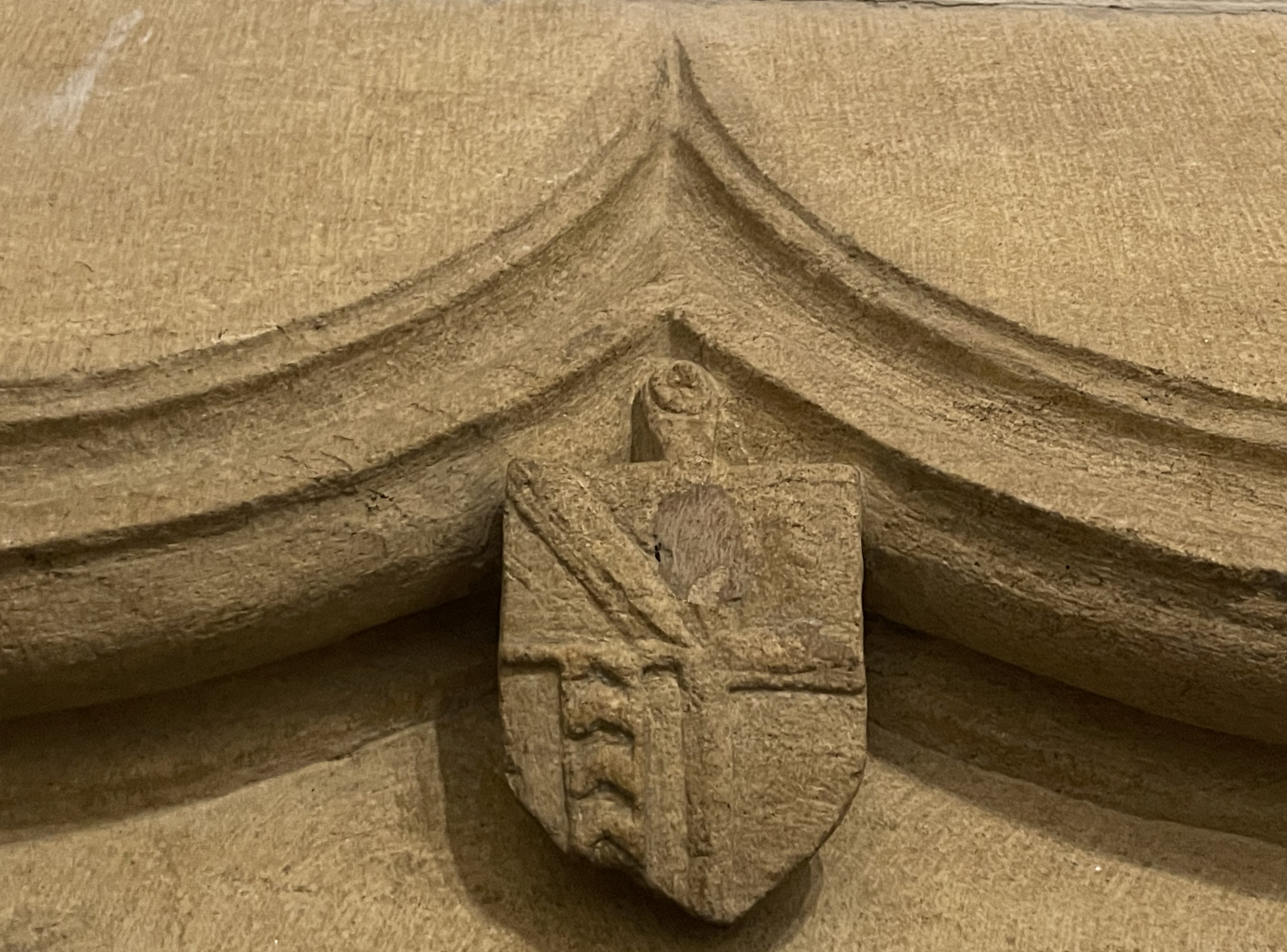
Château de Neuchâtel, armes Bade-Hochberg et Savoie situées au-dessus de la porte d'entrée de la salle des États.

Au XVIIe siècle, le "Grand poile" devient la "sale des Estaz", du nom du tribunal des Trois États, un organe politique créé par les seigneurs de Neuchâtel à la fin du XVe siècle. Elle reçoit alors ses premières armoiries peintes, un ensemble qui sera modifié et complété jusqu'à la fin de l'Ancien régime ; on doit notamment à l'atelier du peintre Vogelsang de Soleure une belle série d'armoiries des souverains et des gouverneurs en 1692.
De 1848 à 1875, la salle accueille le Grand Conseil républicain. Planchers et plafonds connaissent plusieurs interventions au XXe siècle, sans que l'esprit et la fonction des lieux ne s'en trouvent modifiés. Siège de la justice depuis près d'un millénaire, la salle sert aujourd'hui encore aux séances du Tribunal Cantonal,.

## Aux alentours

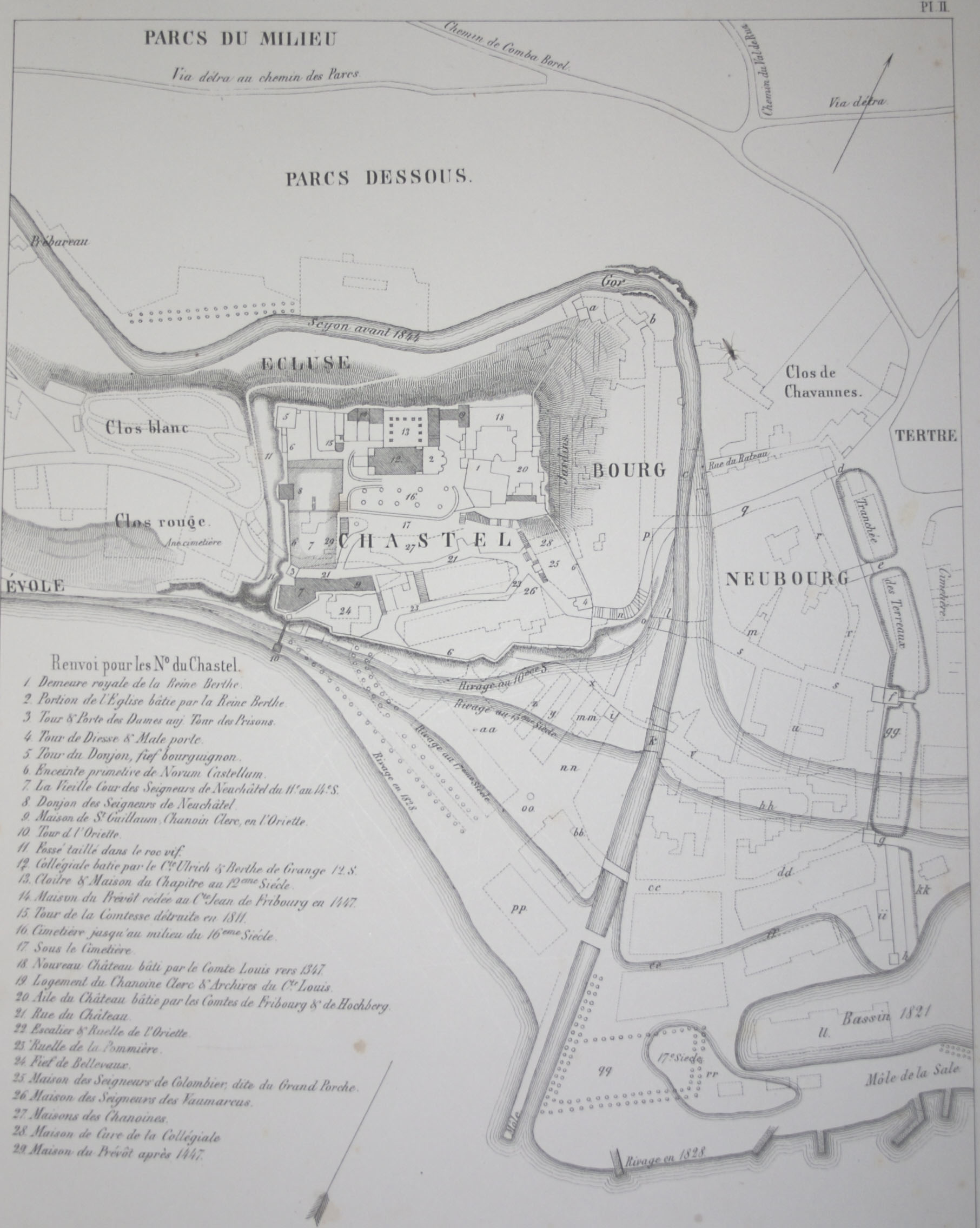
Plan du château et de la vieille ville, de l'an 1000 à 1850

La physionomie de la ville change brutalement en 1843 lorsque le Seyon (la rivière qui séparait la colline du flanc du Jura et traversait la ville) est déviée.

## Galerie de photos

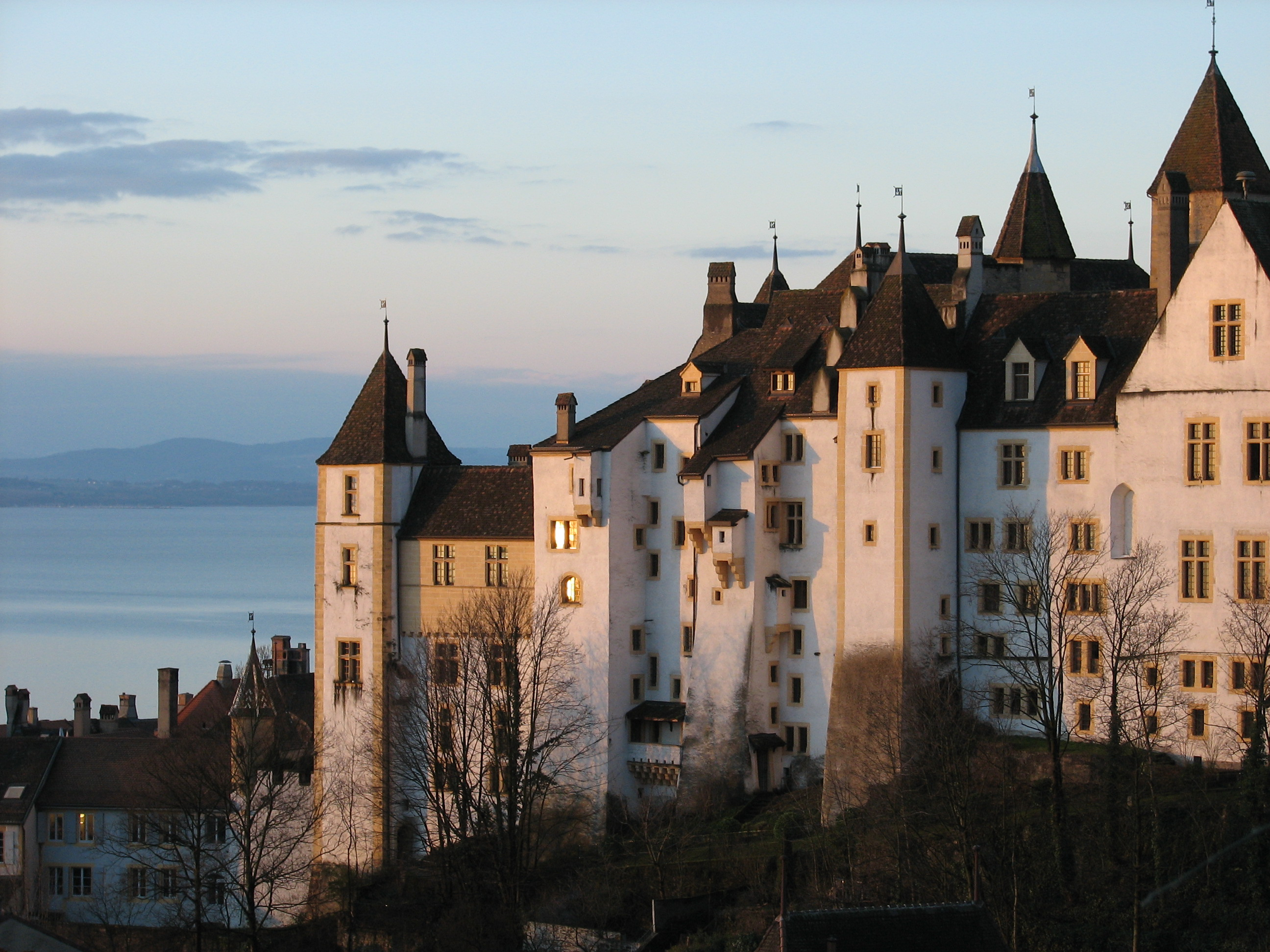
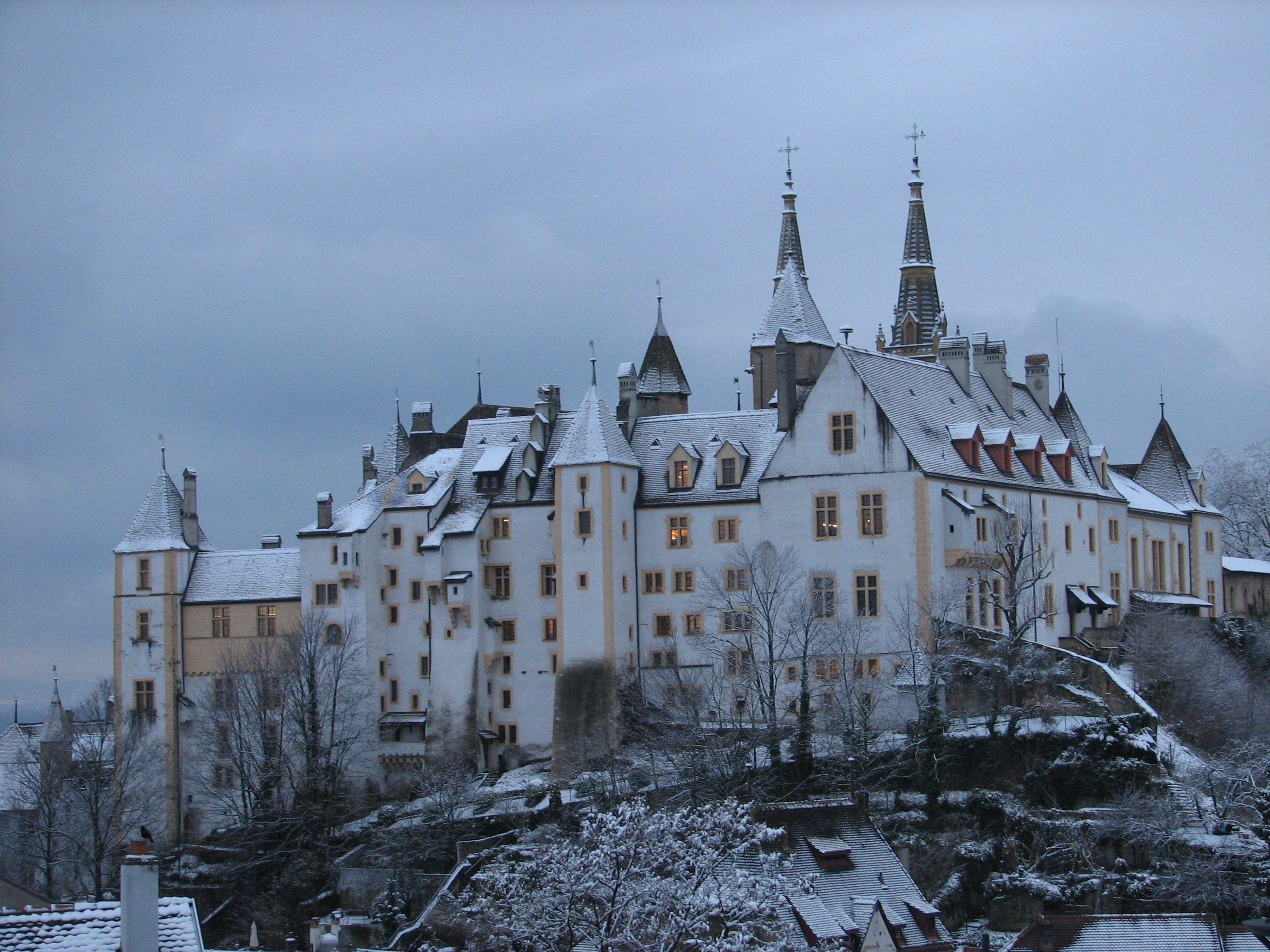
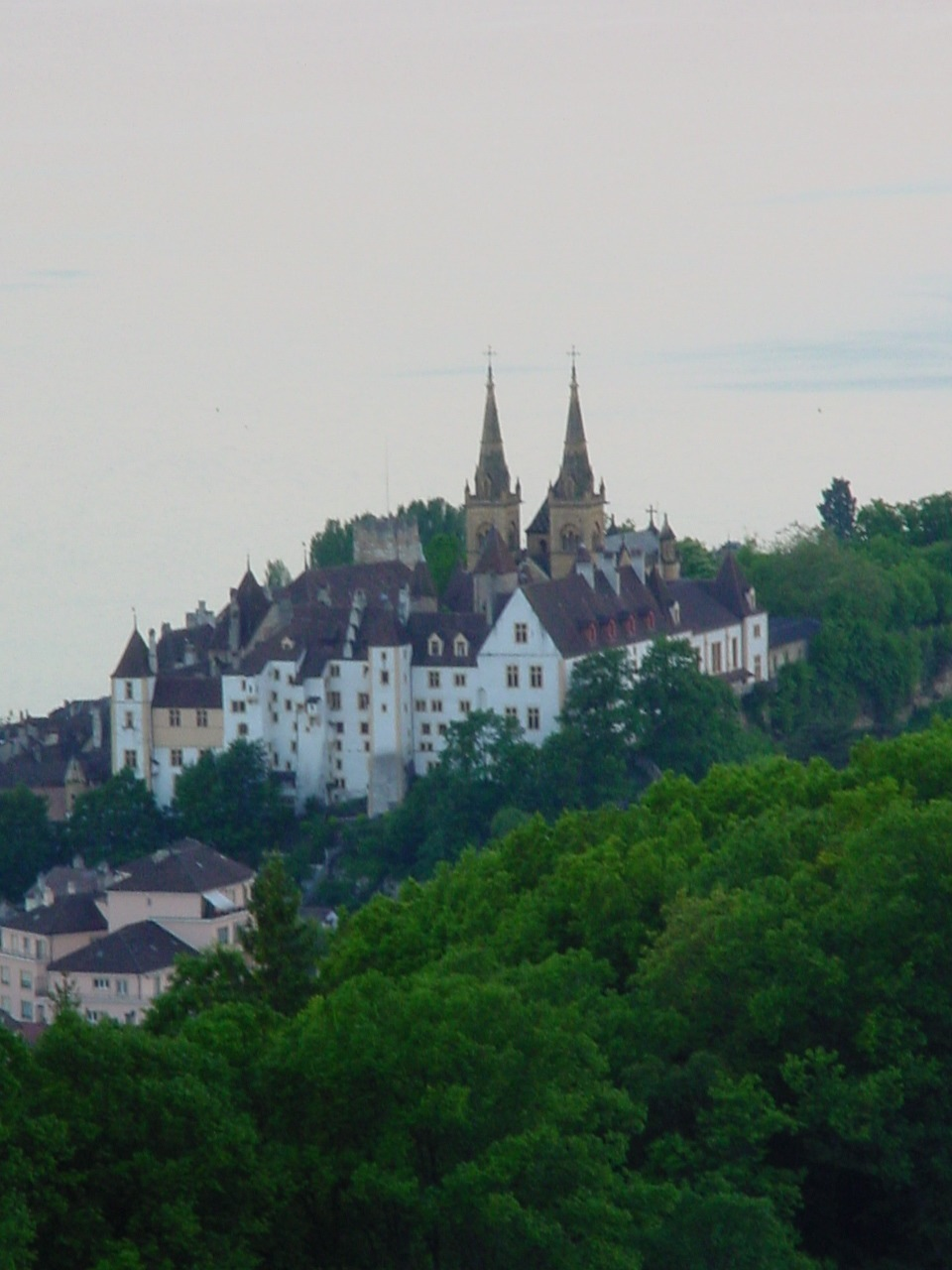
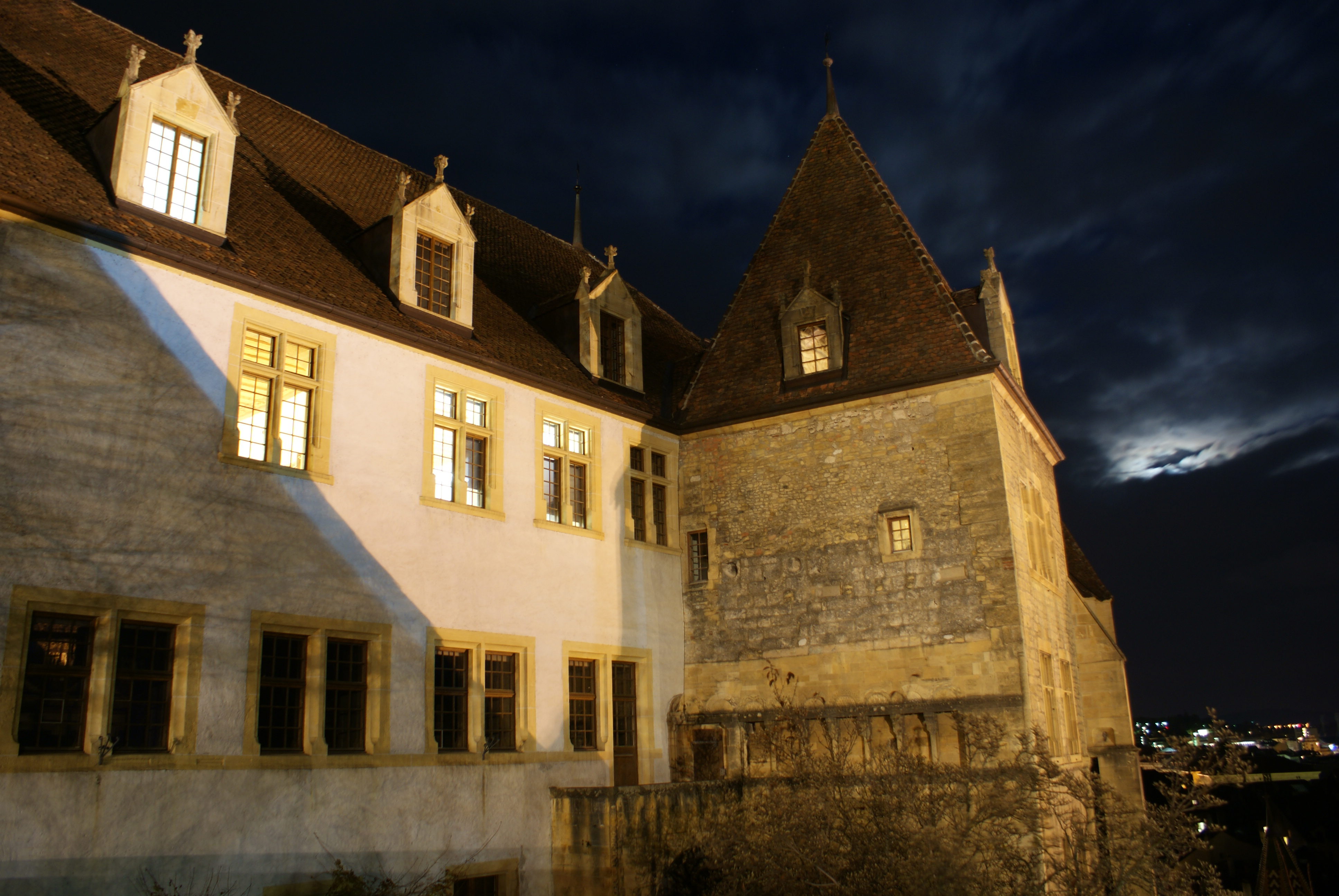
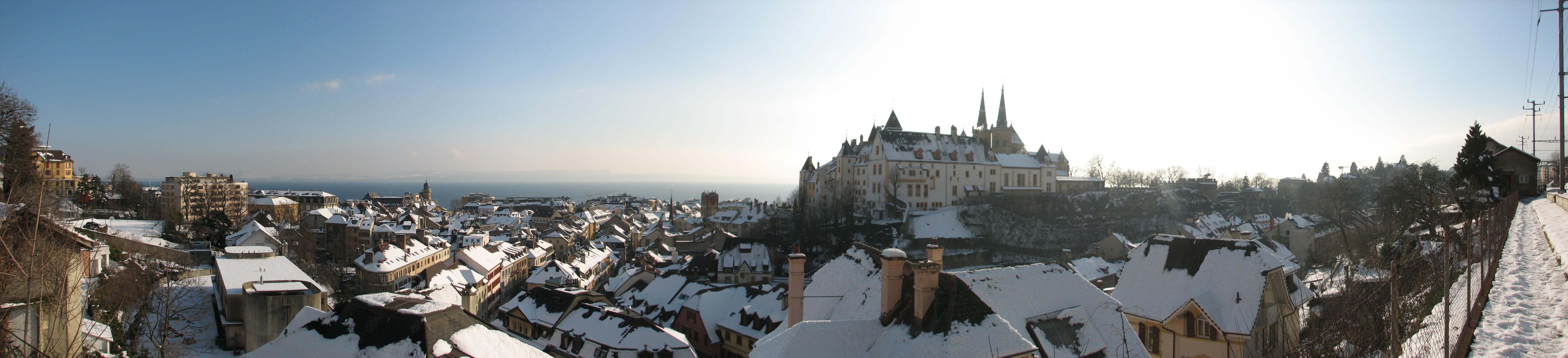
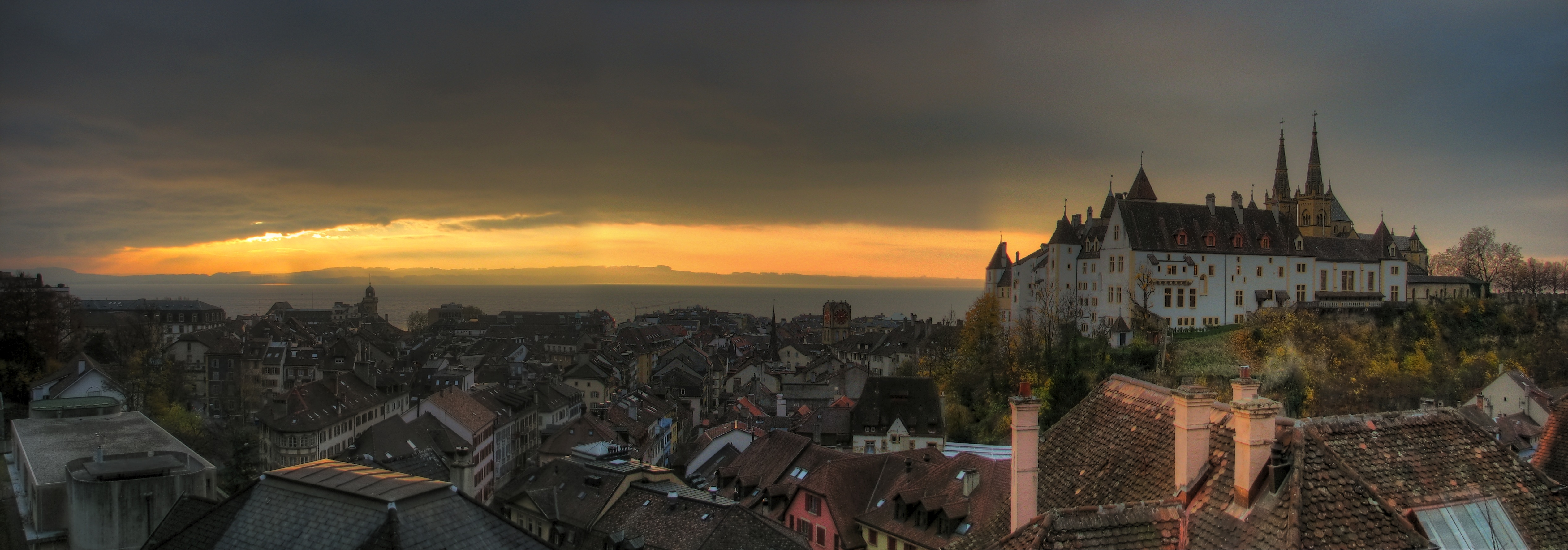
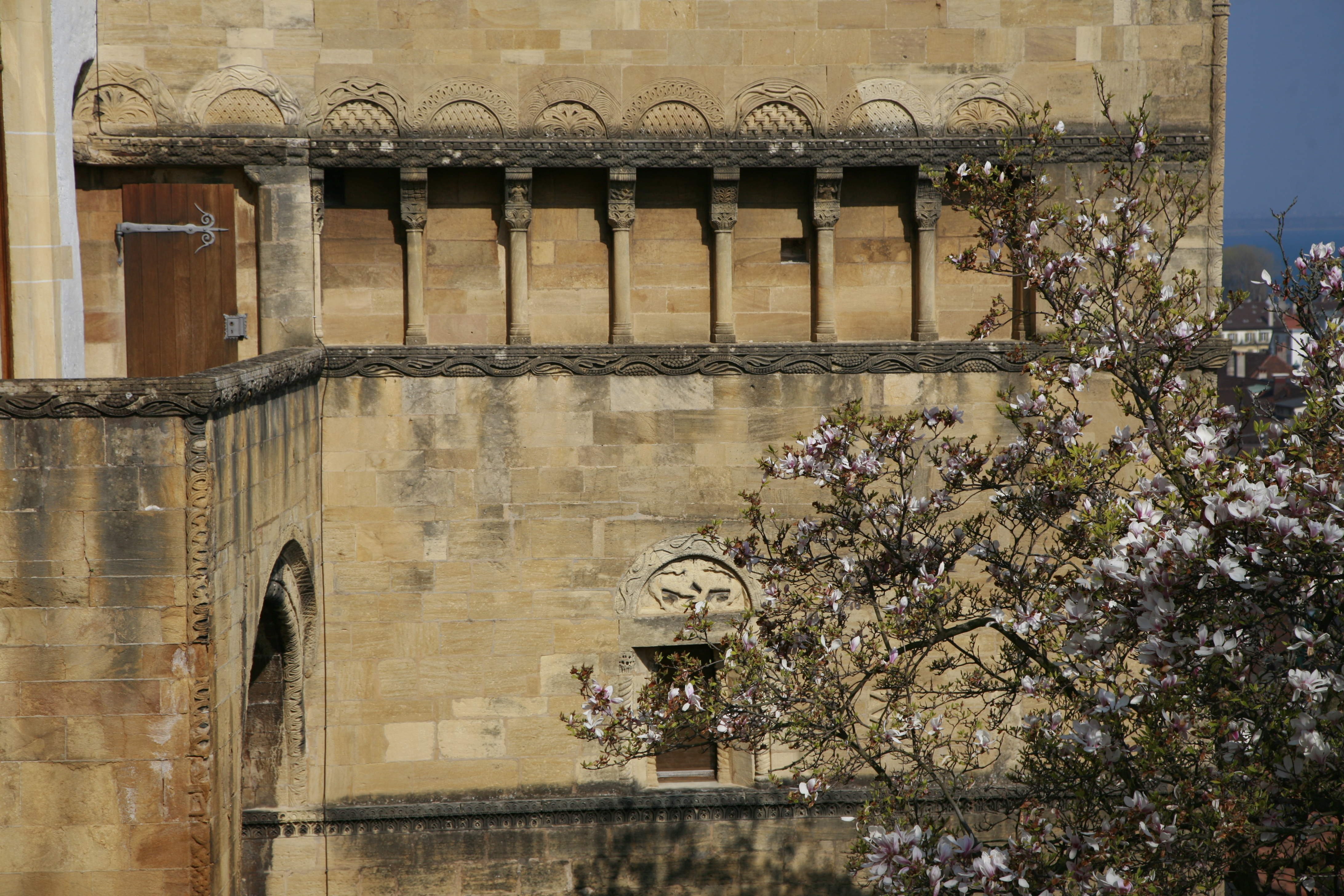
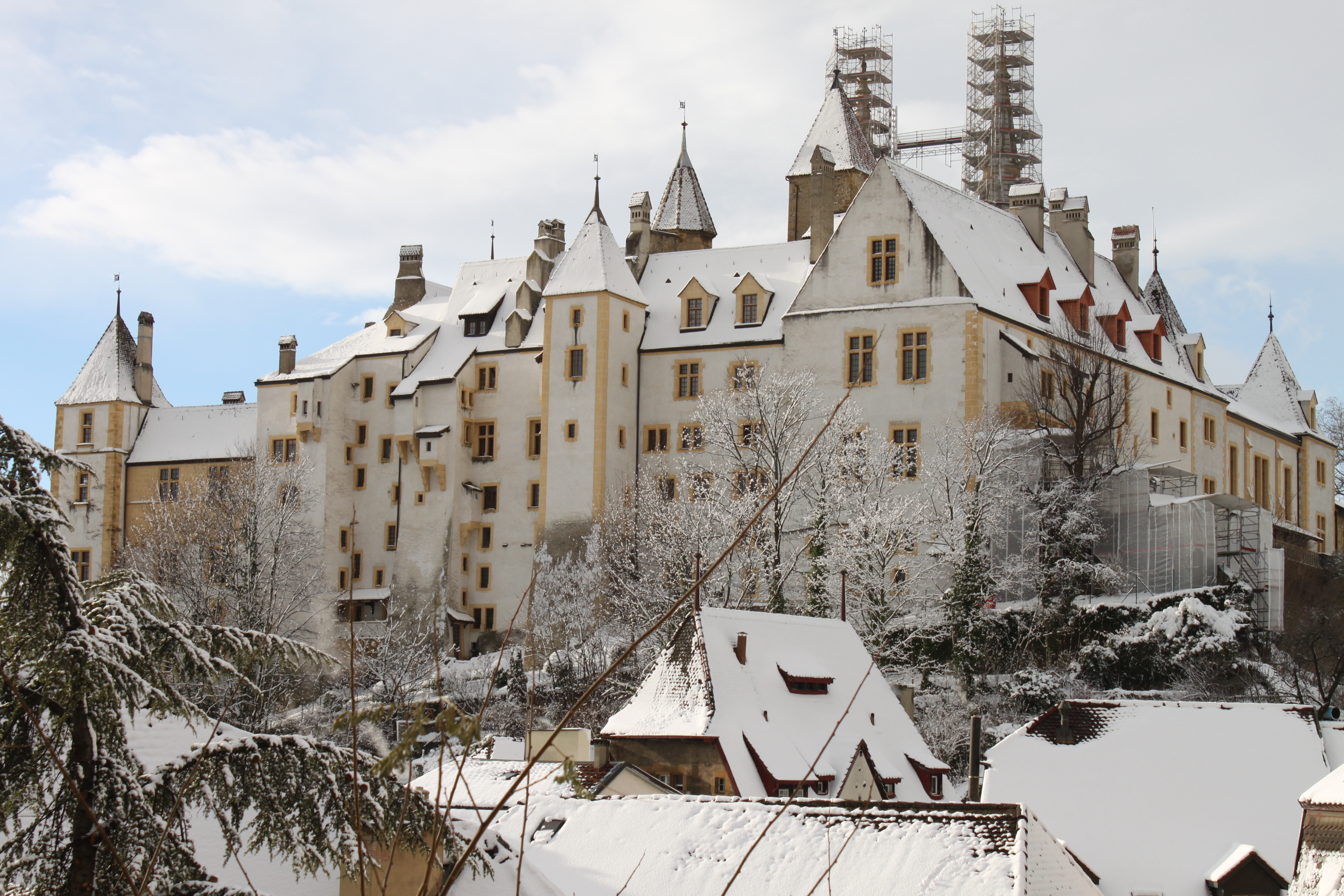
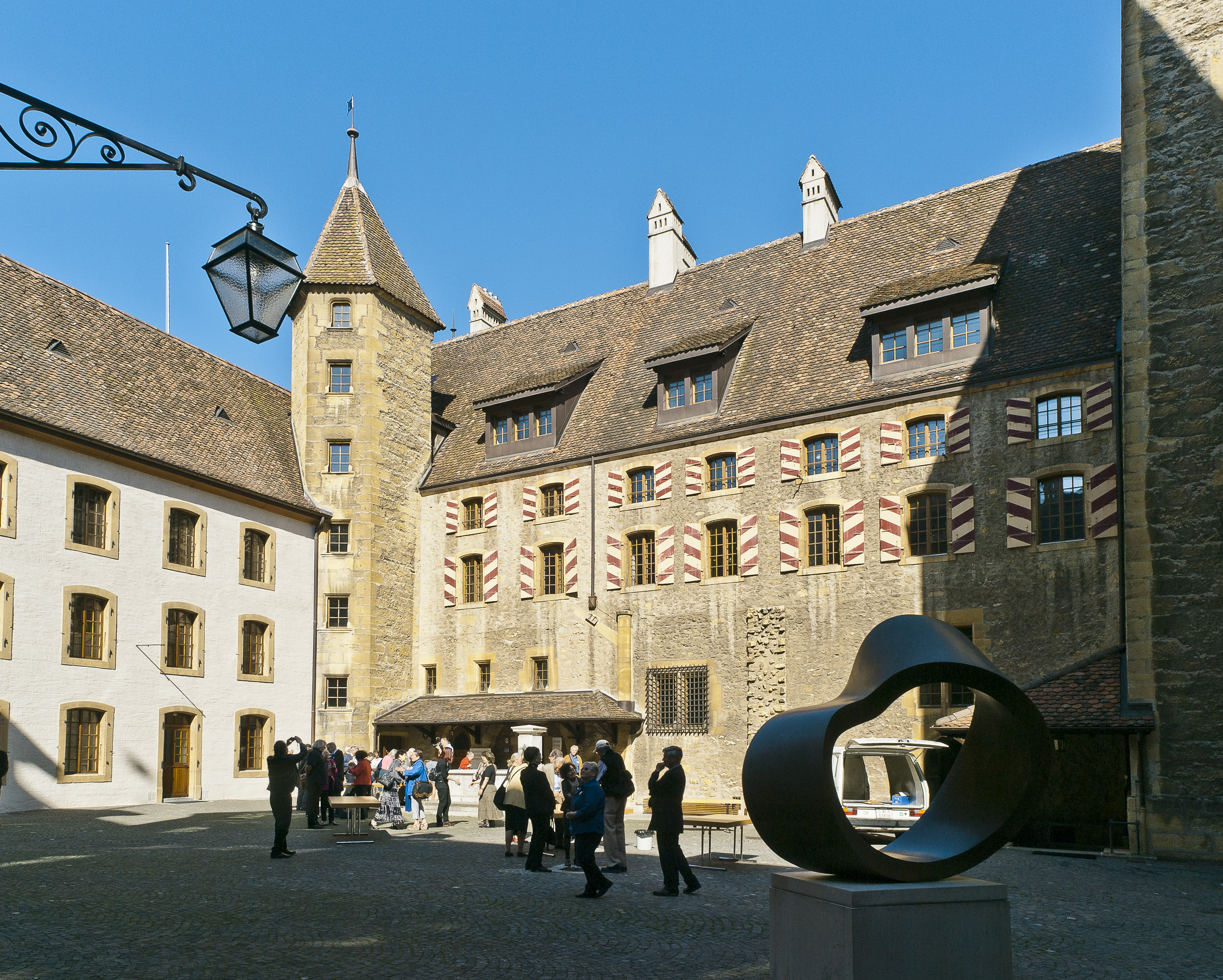
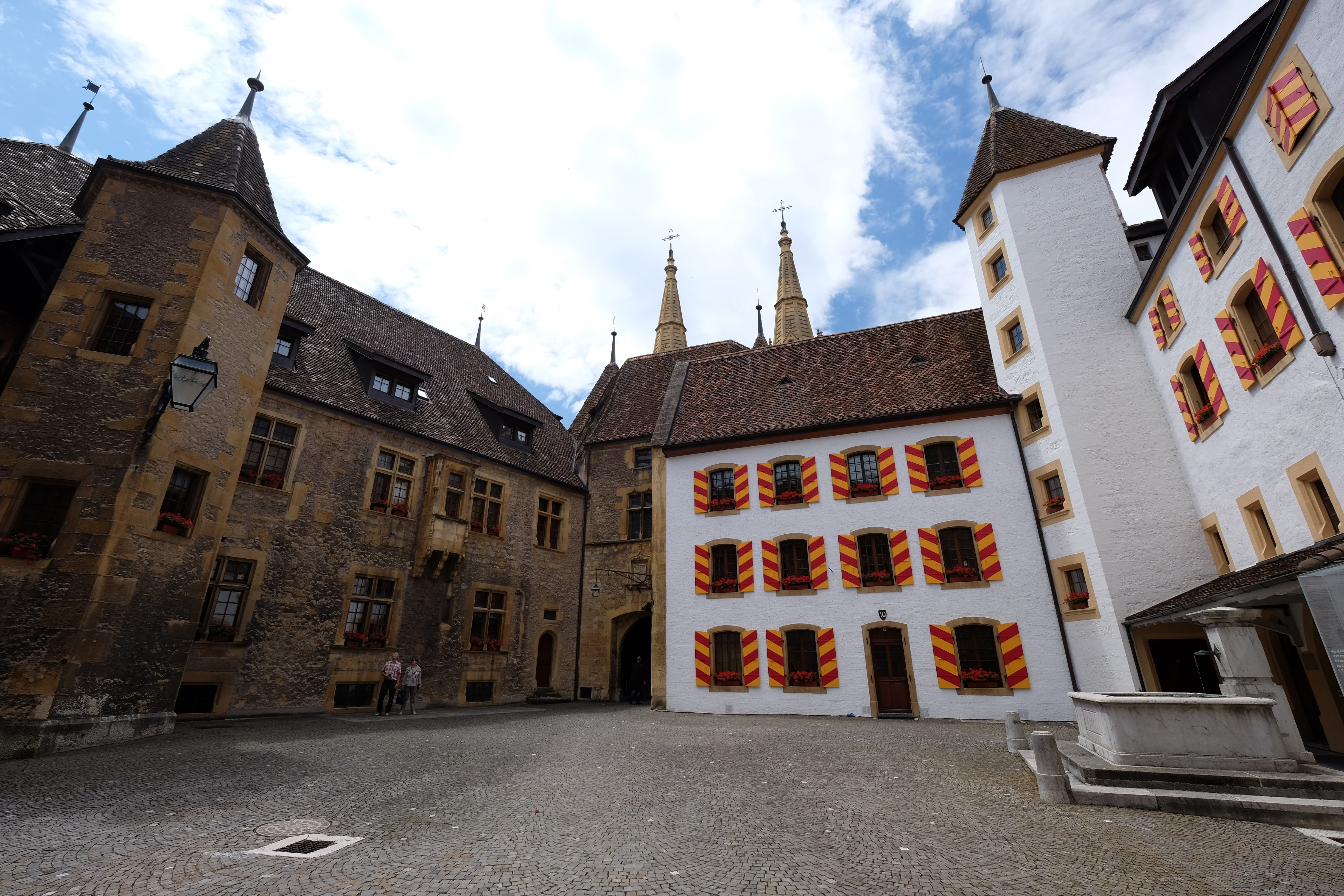
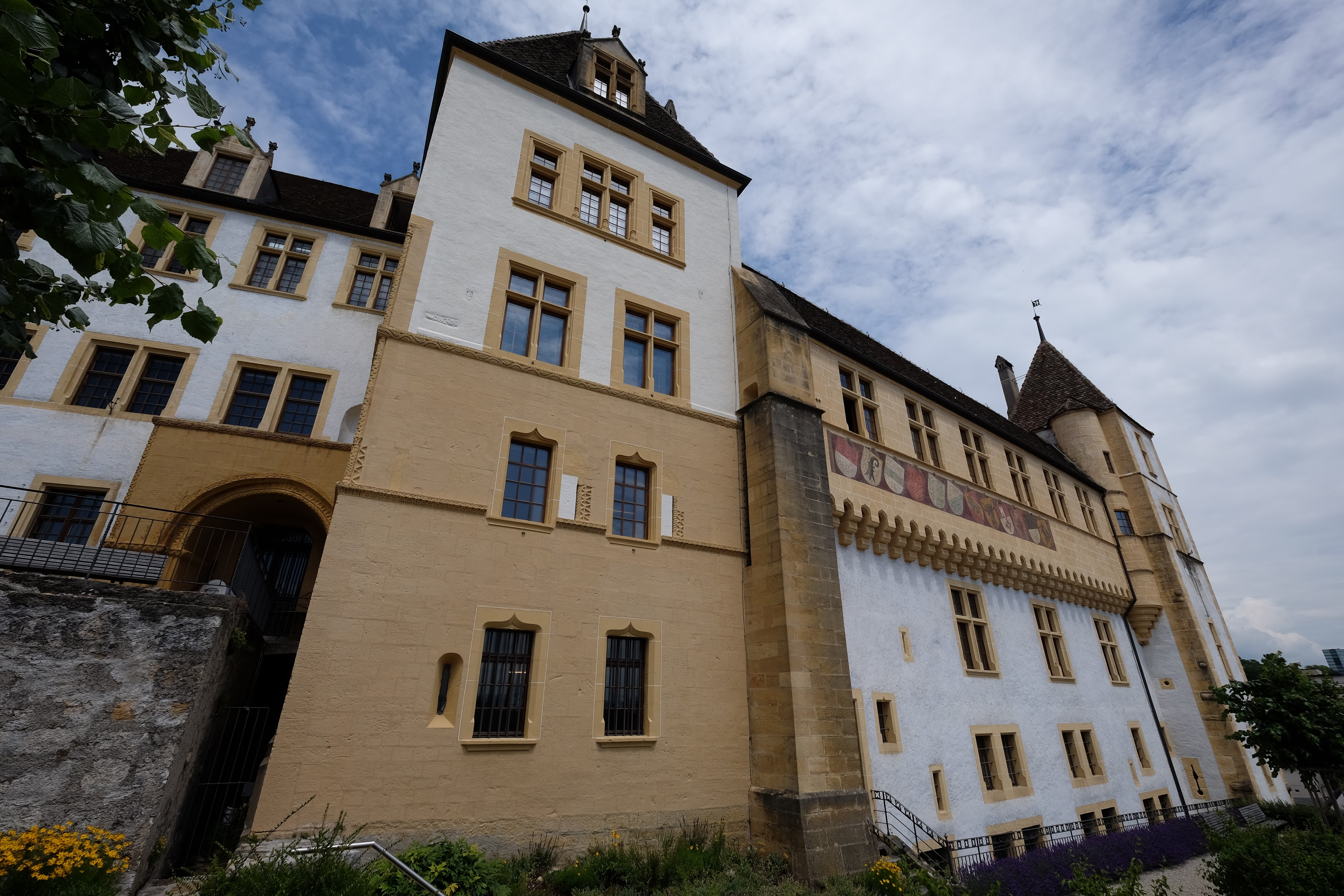
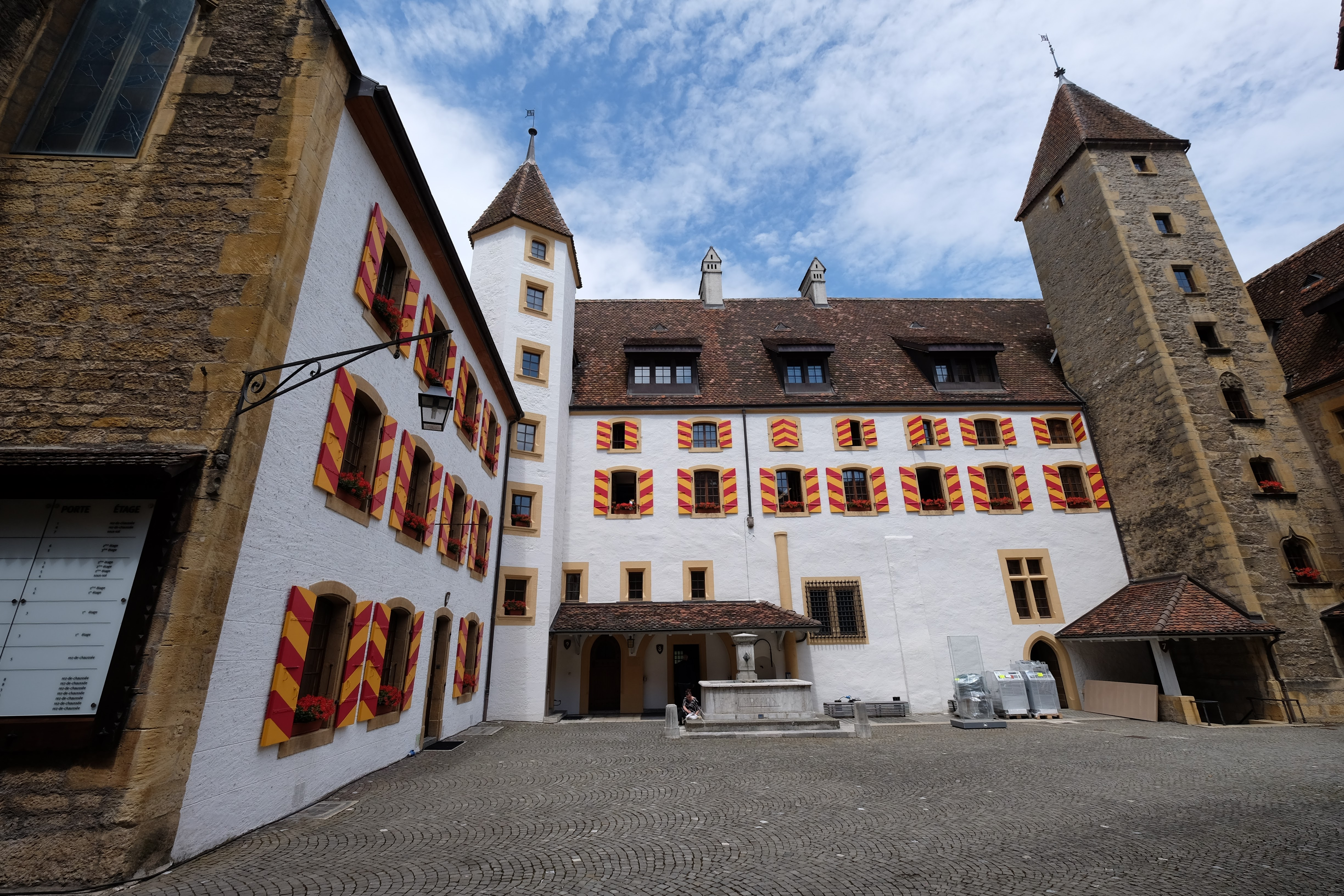
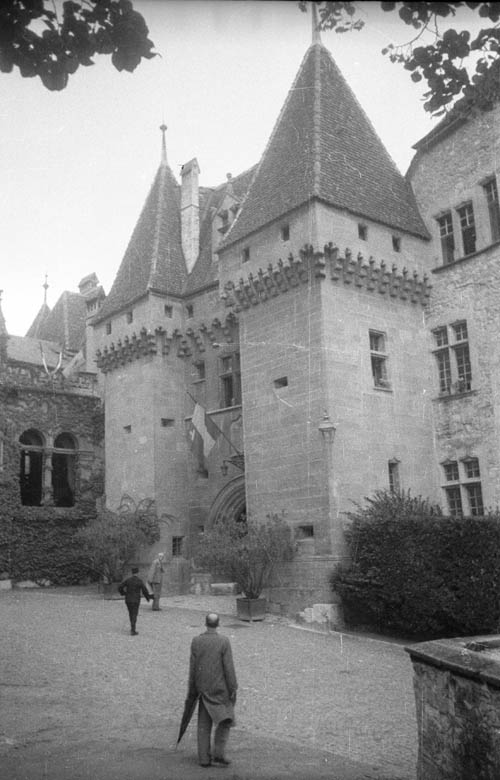
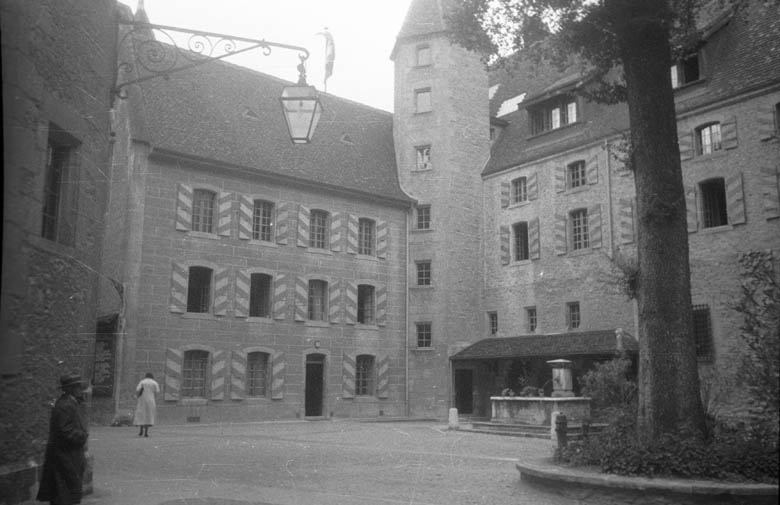
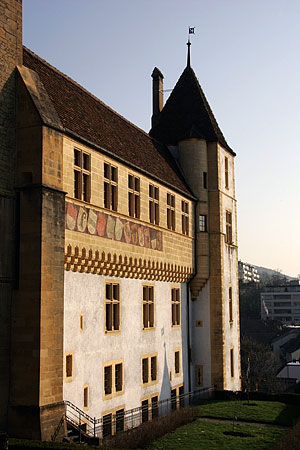
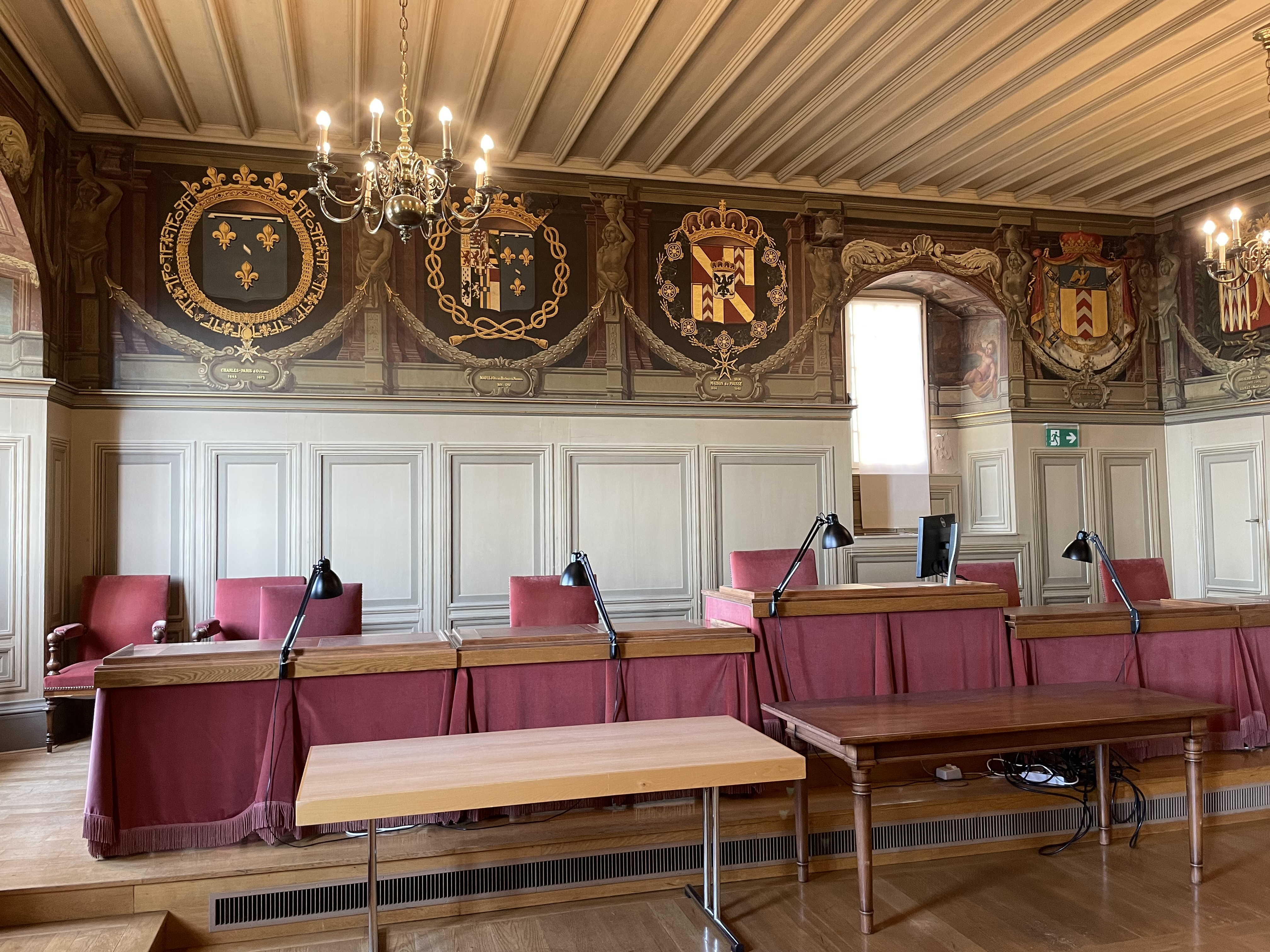
La salle des États, paroi ouest

### Sources
- Frédéric-Alexandre de Chambrier, Histoire de Neuchâtel et Valangin jusqu'à l'avènement de la Maison de Prusse, Neuchâtel, Charles Attinger, 1840 (lire en ligne)
- Georges-Auguste Matile, Monuments de l'histoire de Neuchâtel, Neuchâtel, 1848
- Frédéric Dubois de Montperreux, Les antiquités de Neuchâtel, Zurich, 1852 (Un bref historique suivi d'une trentaine de planches).